# Obnovitelná energie

Vývoj instalovaného výkonu obnovitelných zdrojů ve srovnání s jadernou energií. Obnovitelná energie, zvláště fotovoltaické systémy a větrná energie zajišťují stále větší podíl kapacity na výrobě elektřiny.

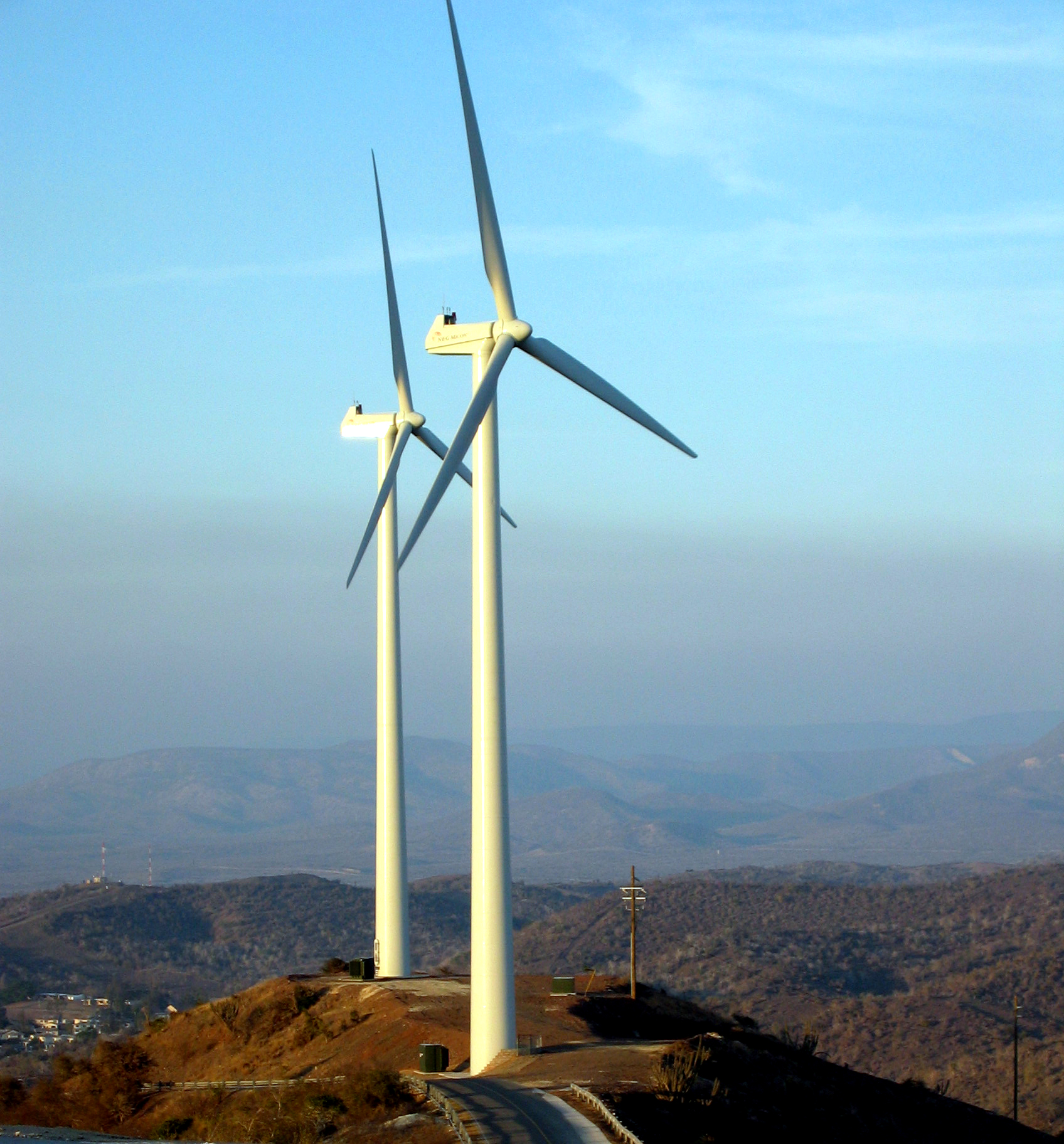
Větrná elektrárna na námořní základně USA v zátoce Guantanamo, Kuba

Obnovitelná energie je energie z obnovitelných zdrojů energie (OZE). Patří sem jednak přirozené toky energie (vítr a sluneční záření), a jednak zásoby, které se obnovují alespoň tak rychle, jak jsou čerpány (například potenciální energie vody v přehradách, biomasa). Mezi další obnovitelné zdroje patří  kinetická energie vody, energie přílivu a vln, geotermální teplo, a biomasa. Přestože většina obnovitelných zdrojů energie je z principu nevyčerpatelná, některé zdroje (např. biomasy) jsou při současné míře využívání považovány za vyčerpatelné. Obnovitelná energie se často využívá k výrobě elektřiny, vytápění nebo chlazení. Projekty v oblasti obnovitelných zdrojů energie jsou obvykle rozsáhlé, ale jsou vhodné i rozvojové země, kde je energie často klíčová pro rozvoj. Obnovitelná energie se často kombinuje s jinými zdroji.
V letech 2011 až 2021 vzrostl podíl obnovitelné energie na celosvětových dodávkách elektřiny z 20 % na 28 %. Využívání fosilní energie se snížilo z 68 % na 62 % a jaderné energie z 12 % na 10 %. Podíl vodní energie se snížil z 16 % na 15 %, zatímco energie ze slunce a větru vzrostla z 2 % na 10 %. Biomasa a geotermální energie vzrostly z 2 % na 3 %. Ve 135 zemích je instalováno 3,15 TW, přičemž 156 zemí má zákony upravující odvětví obnovitelné energie. V roce 2021 se podílela na celosvětovém nárůstu elektřiny z obnovitelných zdrojů téměř polovinou Čína.
V celosvětovém měřítku je s odvětvím obnovitelných zdrojů energie spojeno více než 10 milionů pracovních míst, přičemž největším zaměstnavatelem v OZE je solární fotovoltaika. Systémy obnovitelné energie se postupem času stávají účinnějšími a levnějšími a jejich podíl na celkové spotřebě energie se zvyšuje, přičemž velká většina celosvětově nově instalovaného výkonu je z obnovitelných zdrojů.

V mnoha zemích světa se již obnovitelné zdroje energie podílejí na celkových dodávkách energie více než z 20 %, přičemž v některých zemích se z obnovitelných zdrojů vyrábí více než polovina elektřiny. V několika zemích se veškerá elektřina vyrábí z obnovitelných zdrojů. Podle Mezinárodní agentury pro energii (IEA) bude pro dosažení nulových emisí CO2 do roku 2050 nutné, aby 90 % celosvětové výroby elektřiny pocházelo z obnovitelných zdrojů. Některé studie ukázaly, že celosvětový přechod na 100% obnovitelnou energii ve všech odvětvích – energetice, teplárenství, dopravě a průmyslu – je proveditelný a ekonomicky životaschopný. Obnovitelné zdroje energie jsou dostupné v mnoha zemích, na rozdíl od fosilních paliv, která jsou soustředěna v omezeném počtu zemí. Zavádění technologií obnovitelných zdrojů energie přináší významnou energetickou bezpečnost, zmírnění změny klimatu a ekonomické přínosy. V mezinárodních průzkumech veřejného mínění mají obnovitelné zdroje energie silnou podporu. V roce 2022 Mezinárodní agentura pro energii požádala země, aby vyřešily politické, regulační, povolovací a finanční překážky bránící výstavbě dalších obnovitelných zdrojů energie, aby měly větší šanci dosáhnout do roku 2050 uhlíkové neutrality.

Uhlí, ropa a zemní plyn zůstávají hlavními světovými zdroji energie i přesto, že obnovitelné zdroje energie začaly rychle růst.

## Úvod
Toky obnovitelné energie zahrnují přírodní jevy, jako je sluneční světlo, vítr, příliv a odliv, růst rostlin a geotermální teplo. Definice Mezinárodní agentury pro energii:
Obnovitelná energie pochází z přírodních procesů, které se neustále doplňují. V různých formách pochází přímo ze Slunce nebo z tepla generovaného hluboko v Zemi. Využití zahrnuje elektřinu a teplo vyrobené ze sluneční, větrné, oceánské, vodní energie, biomasy, geotermálních zdrojů a biopaliv a vodíku pocházejícího z obnovitelných zdrojů.

### Výhody
Obnovitelná energie je v protikladu k fosilním palivům, která se spotřebovávají rychleji, než se obnovují. Rychlé zavádění OZE a diverzifikace energetických zdrojů by mohly vést k výrazným energetickým,  bezpečnostním a ekonomickým přínosům. V některých případech bude přechod na tyto zdroje levnější než další využívání současných neefektivních fosilních paliv. Rovněž by se snížilo znečištění životního prostředí a zlepšilo by se veřejné zdraví, snížila by se předčasná úmrtnost v důsledku znečištění a ušetřily by se související náklady na zdravotní péči. Četné analýzy strategií dekarbonizace zjistily, že zdravotní přínosy mohou významně kompenzovat náklady na výstavbu těchto zdrojů.
Obavy ze změny klimatu spolu s pokračujícím poklesem nákladů na některá zařízení pro obnovitelné zdroje energie jsou hnací silou většího využívání obnovitelných zdrojů energie.

### Rozsah
Solární panely a baterie v domácnosti, mohou být využívány buď jen lokálně pro domácnost nebo může elektřinu dodávat do sítě. Osmý generální tajemník OSN Pan Ki-mun prohlásil, že obnovitelná energie má schopnost pozvednout nejchudší národy na novou úroveň prosperity. Na národní úrovni se již nejméně 30 států na světě podílí obnovitelnou energií na dodávkách energie více než 20 %. Ačkoli mnoho zemí má různé politické cíle pro dlouhodobější podíl obnovitelné energie, týkají se tyto cíle zpravidla pouze odvětví energetiky.

#### Výroba elektřiny
Podle současného vývoje se do roku 2040 vyrovná výroba elektřiny z obnovitelných zdrojů s výrobou elektřiny z uhlí a zemního plynu. Několik zemí, například Dánsko, Německo, Jižní Austrálie a některé státy USA, dosáhly vysoké integrace obnovitelných zdrojů do elektrické sítě. Například v roce 2015 poskytovala větrná energie 42 % poptávky po elektřině v Dánsku, 23,2% v Portugalsku a 15,5% v Uruguayi. Vzájemné propojení elektrických sítí umožňují zemím vyrovnávat poptávku a nabídku.

#### Vytápění
Solární ohřev vody je významným obnovitelným zdrojem, zejména v Číně, kde je instalováno přibližně 70 % celosvětové výrobní kapacity (180 GWh). Celkově instalované solární systémy na ohřev vody na celém světě poskytují část potřeb teplé vody u více než 70 milionech domácností. Roste využívání i biomasy k vytápění. Ve Švédsku je vytápěno více domácností biomasou, než ropou. Rychle roste i využití přímé geotermální energie pro vytápění. Významnou úlohu začínají hrát také tepelná čerpadla, která zajišťují vytápění i chlazení a také vyrovnávají křivku poptávky a nabídky.

#### Doprava
Bioethanol je alkohol vyrobený fermentací, většinou ze sacharidů produkovaných v cukrech nebo škrobových plodinách, jako je kukuřice, cukrová třtina nebo čirok. Celulózová biomasa získávaná z nepotravinových zdrojů, jako jsou stromy a trávy, může být vhodnou pro výrobu ethanolu. Ethanol lze použít jako palivo pro vozidla v jeho čisté formě, ale obvykle se používá jako aditivum do benzinu ke zvýšení oktanového čísla paliva. Bioethanol je široce používán v USA a v Brazílii. Bionaftu lze použít jako palivo pro vozidla v čisté formě, ale obvykle se používá jako aditivum do nafty ke snížení emisí částic, oxidu uhelnatého a uhlovodíků. Bionafta se vyrábí z olejů nebo tuků pomocí transesterifikace a je nejběžnějším biopalivem v Evropě.
Solární vozidlo je elektrické vozidlo poháněné zcela nebo z významné části přímou sluneční energií. Fotovoltaické články v solárních panelech obvykle přeměňují sluneční energii přímo na elektrickou energii. Solární energii lze také použít k zajištění energie pro komunikaci. Solární vozidla zatím nejsou použitelná pro každodenní přepravu. Mezi známé příklady patří loď PlanetSolar a letadlo Solar Impulse. Velmi rozšířená jsou ale auta poháněná elektřinou, nabíjené elektřinou ze solárních zdrojů a prodávají se lodě s výhradně solárním pohonem.

## Historie
Od začátku vývoje lidského druhu až do nedávné historie byly využívány prakticky pouze obnovitelné zdroje energie, protože jiné nebyly k dispozici. Až v posledních několika stoletích začali lidé využívat také fosilní zdroje – uhlí a ropu a ve 20. století také uran. V roce 2810 př. n. l. je zdokumentováno využívání energie větru pro pohon plachetnic na Nilu a v Perském zálivu. Geotermální energie z termálních pramenů byla využívána pro lázně již v paleolitu a k topení pak v Římské říši.
V roce 2000 př. n. l. začali Číňané využívat rafinovanou ropu na topení a svícení, v roce 1000 př. n. l. pak objevili dřevěné uhlí, které používali jako palivo při výrobě oceli a přibližně od roku 200 př. n. l. začali používat zemní plyn pro dobývání soli z mořské vody. Také Římané začali přibližně od roku 500 př. n. l. používat ke svícení v domácnostech tzv. sicilský petrolej, tedy ropu. Přelomem ve využívání energie byl v roce 1769 vynález zdokonaleného parního stroje, který znamenal začátek průmyslové revoluce. Pro pohon parního stroje začalo být intenzivně využíváno uhlí a nastala i jeho masivní těžba. I když využití uhlí je zdokumentováno již v dávné historii lidmi, kteří žili v jeskyních, výraznější použití je zdokumentováno v letech 200–100 př. n. l. Římany v Anglii, ve 14 . století pak indiány Hopi v Americe.
První obavy o vyčerpání fosilních zdrojů energie se objevily již v 19. století. V roce 1873 napsal profesor Augustin Mouchot:
Přijde čas, kdy evropský průmysl přestane mít dostatek potřebných přírodních zdrojů energie. Ropné prameny a uhelné doly nejsou nevyčerpatelné, ale na mnoha místech se rychle vyčerpávají. Vrátí se pak člověk k síle vody a větru? Nebo se přesune tam, kde nejsilnější zdroj tepla vysílá své paprsky na všechny? Historie ukáže, co přijde.
V roce 1885, po objevu fotovoltaického jevu, předpověděl Werner von Siemens jeho praktické použití při výrobě energie. V roce 1905 zmiňoval konec fosilních paliv Max Weber v závěru své knihy Protestantská etika a duch kapitalismu. V roce 1956 byla publikována teorie ropného zlomu. V 70. letech 20. století podporovali ekologové rozvoj obnovitelné energie jako náhradu za případné vyčerpání ropy a jako možnost ukončení závislosti na ropě; objevily se první větrné turbíny vyrábějící elektřinu. Solární systémy se dlouho používaly k vytápění a chlazení, do roku 1980 byly fotovoltaické panely příliš drahé, aby byly běžně používány jako zdroj elektřiny.
Podpora využívání alternativních zdrojů energie je jedním z hlavních cílů energetické strategie Evropské unie. Podle průzkumu, který provedl evropský statistický úřad Eurostat, až 90 % obyvatel členských zemí EU považuje za důležité, aby jejich vlády kladly důraz na zvyšování podílu těchto zdrojů v rámci energetické bilance.

## Definice v zákonech v České republice
Definice obnovitelného zdroje podle českého zákona č. 17/1992 Sb. o životním prostředí je: „Obnovitelné přírodní zdroje mají schopnost se při postupném spotřebovávání částečně, nebo úplně obnovovat, a to samy, nebo za přispění člověka.“
Definice podle zákona č. 165/2012 Sb. o podporovaných zdrojích energie: „obnovitelnými zdroji [se rozumí] obnovitelné nefosilní přírodní zdroje energie, jimiž jsou energie větru, energie slunečního záření, geotermální energie, energie vody, energie půdy, energie vzduchu, energie biomasy, energie skládkového plynu, energie kalového plynu z čistíren odpadních vod a energie bioplynu.“

## Hlavní technologie

### Větrná energie

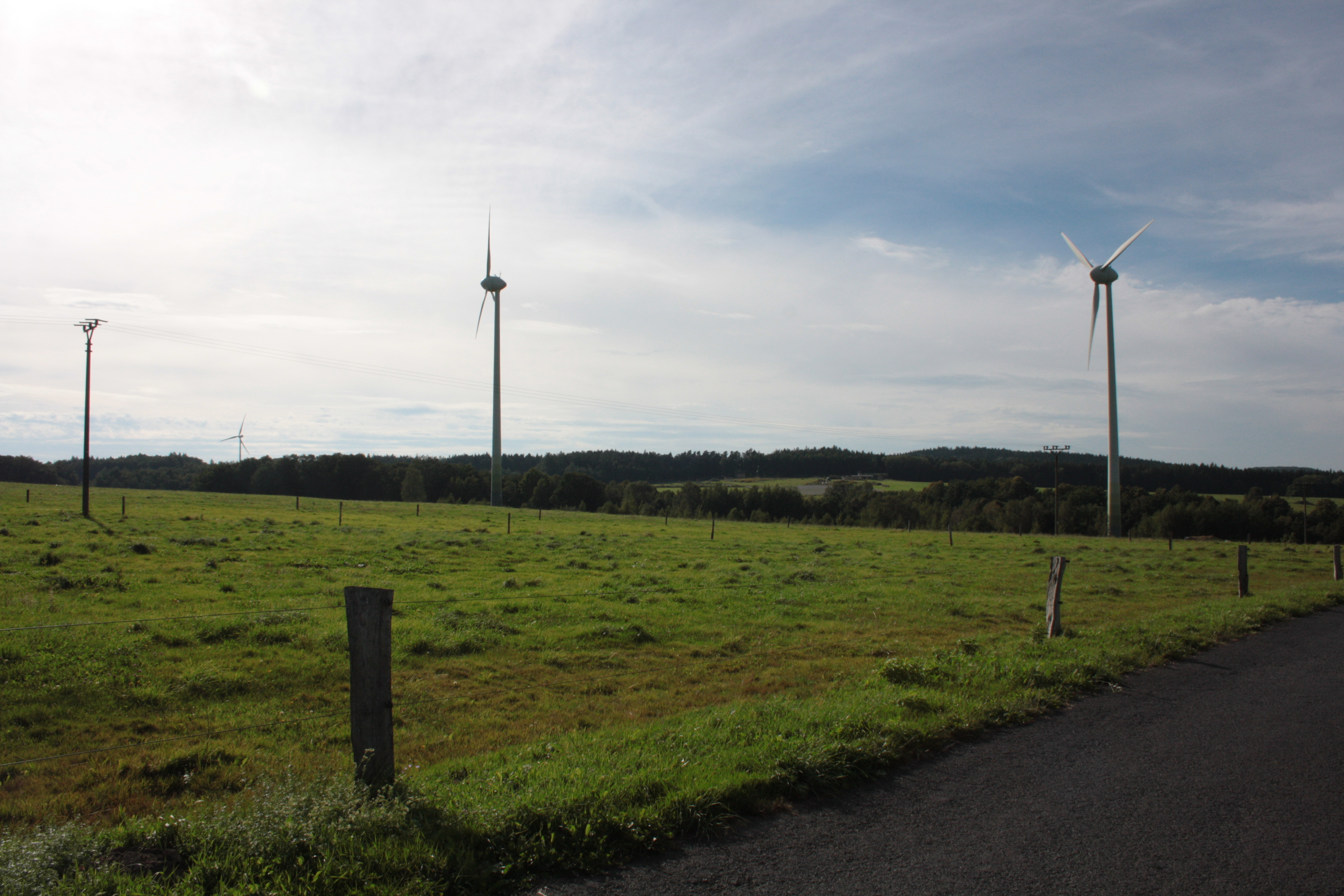
Větrné elektrárny v Jindřichovicích pod Smrkem

Na konci roku 2019 v celosvětovém měřítku byl instalovaný výkon větrných elektráren 651 GW, proti roku 2018 došlo k nárůstu o 10 %. V Česku byl v roce 2019 instalovaný výkon větrných elektráren 337 MW. V Evropě bylo v roce 2019 vyráběno z větru 15 % elektrické energie.
Proud vzduchu lze použít k provozu větrných turbín. Moderní průmyslově vyráběné větrné turbíny mají jmenovitý výkon od 600 kW do 9 MW. Energie dostupná z větru je kvadratickou funkcí rychlosti větru. Optimální místa pro umístění větrných turbín jsou místa, kde je vítr stálý a silný – vyšší polohy a také širé moře. Plného výkonu dosahují větrné turbíny typicky po 16 až 57 % času, ale v případě míst na širém moři může být toto procento vyšší.
Pokud by byly překonány všechny překážky, předpokládá se, že potenciál větrné energie by byl 40 x vyšší, než poptávka po elektřině. To by vyžadovalo, aby byly větrné turbíny instalovány na velkých plochách, zejména v oblastech s vyššími intenzitami větru, například na moři. Pro Českou republiku odhaduje studie AV ČR celkový realizovatelný potenciál větrné energie na přibližně 15 GW, což by mohlo pokrýt přibližně 31 % celkové spotřeby elektřiny.
Větrné turbíny na moři mají, ze všech energetických zdrojů, nejnižší uhlíkovou stopu, pokud počítáme celkový životní cyklus.

### Vodní energie

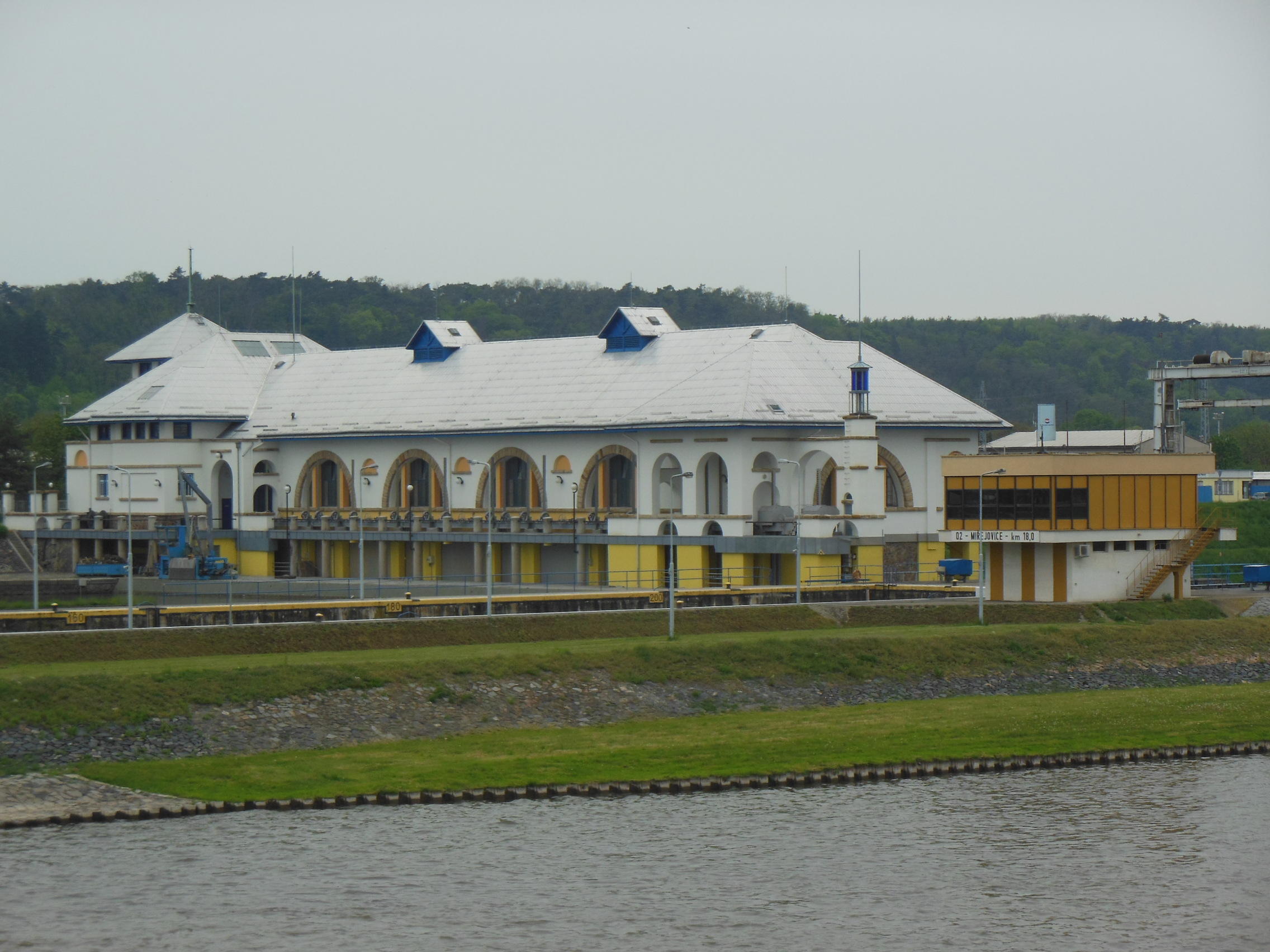
Malá vodní elektrárna Mířejovice

Vodní energie je technicky využitelná potenciální, kinetická nebo tepelná energie veškerého vodstva na Zemi. Jde o velmi využívaný obnovitelný zdroj energie. Nejvíce se v dnešní době využívá přeměny ve vodních elektrárnách na elektrickou energii. 
Vodní energie se využívá již od starověku. Nejprve to bylo k dopravě (splavování lodí a vorů či dřeva po proudu řek), později k pohonu strojů (mlýnů, hamrů, čerpadel – například vodního trkače – a pil). K rozšíření jejího využívání v Evropě došlo v období středověku zásluhou mnišských řádů, jejichž kláštery ji nejen hojně využívaly, ale též si mezi sebou relativně rychle předávaly vylepšení zvyšující efektivitu jejího využití. Převažujícím způsobem využití vodní energie se později stala výroba elektřiny. První vodní elektrárna byla postavena v Appletonu ve státě Wisconsin ve Spojených státech amerických v roce 1882.
Na konci roku 2019 byla celosvětová kapacita vodní energie 1 190 GW.
S ohledem na to, že voda je asi 800krát hustší než vzduch, může i pomalý proud vody nebo mírný vzestup moře přinést značné množství energie. Existuje mnoho forem vodní energie: 
- Historicky pochází vodní elektrická energie z velkých energetických přehrad a nádrží, které jsou stále populární v rozvojových zemích.[67] Největší z nich je přehrada Tři soutěsky v Číně (dokončená 2003) a přehrada Itaipú, ležící na řece Paraná, na hranicích Brazílie a Paraguaye (dokončená 1984). Tři vodní elektrárny mají výkon větší než 10 GW: přehrada Tři soutěsky, přehrada Itaipú a přehrada Guri ve Venezuele.[68]
- Malé vodní elektrárny mají typický instalovaný výkon do 50 MW (v Česku 10 MW).[69] Typicky jsou budovány na menších tocích, v málo rozvinutých zemích i na velkých řekách. V Číně funguje přes 45 000 malých vodních elektráren.[70]
- Průtočné vodní elektrárny pracují bez akumulace vody, takže přítok nad příslušným jezem a odtok pod elektrárnou jsou v běžném provozu stejné. Příkladem je Přehrada náčelníka Josefa na řece Columbia.[71][72]

V asijsko-pacifickém regionu generovala v roce 2010 celkem 32 % celosvětové vodní energie. Čína je největším výrobcem vodních elektráren s produkcí 721 terawatthodin v roce 2010, což představuje přibližně 17 procent domácí spotřeby elektřiny. 
Energie mořského vlnění, která využívá energii povrchových oceánských vln, a přílivová energie, která přeměňuje energii přílivu a odlivu, jsou dvě formy vodní energie které dosud nemají rozsáhlejší komerční využití. Na pobřeží státu Maine funguje demonstrační projekt provozovaný společností Ocean Renewable Power Company. Tento projekt využívá přílivovou energii ze zálivu Fundy, kde se nachází největší příliv na světě. Dalším zdrojem energie by mohla být přeměna tepelné energie, která využívá teplotní rozdíl mezi chladnější v hloubce a teplejší povrchovou vodou; zatím však (v roce 2020) není takovýto projekt ekonomicky realizovatelný.

Kapacita obnovitelných zdrojů energie neustále roste, v čele s fotovoltaickou energií.

### Sluneční energie
| Globální kapacita výroby elektřiny                   | 1053 GW (2022)                                                                         |
| Roční tempo růstu globální kapacity výroby elektřiny | 25 % (2013–2022)                                                                       |
| Podíl na celosvětové výrobě elektřiny                | 4,5 % (2022)                                                                           |
| Levelizované náklady na megawatthodinu               | Fotovoltaika pro veřejné účely: 38 343 USD (2019)                                      |
| Primární technologie                                 | Fotovoltaika, koncentrovaná solární energie, solární termální kolektor                 |
| Další energetické aplikace                           | Ohřev vody; vytápění, větrání a klimatizace; vaření; technologické teplo; úprava vody. |

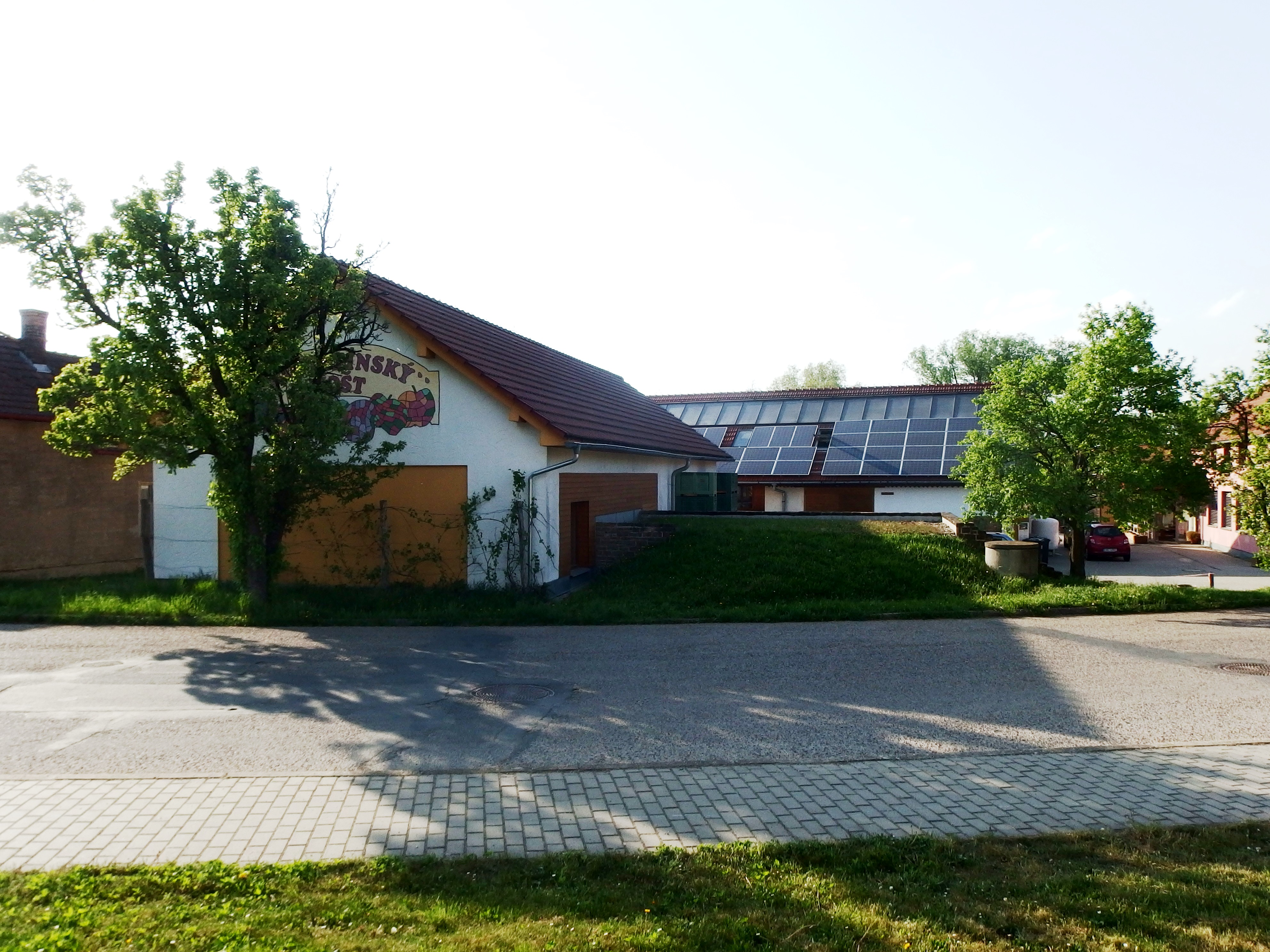
Fotovoltaické články a solární kolektory, moštárna Hostětín

Sluneční energie patří mezi nejvýznamnější OZE. Na Slunci probíhají termonukleární reakce. Těmito reakcemi se přeměňuje vodík na helium za uvolnění velkého množství energie. Ze Slunce je energie předávána na Zem ve formě záření. Energetický příkon ze Slunce je ve vzdálenosti, v níž se nachází Země, přibližně 1300 W/m2. Tento údaj se označuje jako solární konstanta. V ČR dopadá za rok průměrně 1100 kWh/m2. Na konci roku 2019 byla celosvětová kapacita solární energie 586 GW.
Solární energie je využívána pomocí řady neustále se vyvíjejících technologií, jako je solární ohřev, fotovoltaika, koncentrovaná solární energie (CSP), koncentrační fotovoltaika (CPV), solární architektura a umělá fotosyntéza. Solární technologie dělíme na pasivní nebo aktivní v závislosti na způsobu, jakým zachycují, převádějí a distribuují sluneční energii. Pasivní solární techniky zahrnují orientaci budovy vzhledem ke Slunci, výběr materiálů s příznivými izolačními vlastnostmi nebo rozptylem světla a navrhování prostorů, ve kterých přirozeně cirkuluje vzduch. Aktivní solární technologie zahrnují solární tepelnou energii využívající solární kolektory k vytápění a solární energii, přeměňující sluneční světlo na elektřinu buď přímo pomocí fotovoltaiky (PV), nebo nepřímo pomocí koncentrované solární energie (CSP).

### Geotermální energie
Geotermální energie je přirozený projev tepelné energie zemského jádra, která má původ ve zbytkovém teplu planety Země, vzniká rozpadem radioaktivních látek nebo působením slapových sil. Jejími projevy jsou erupce sopek a gejzírů, horké prameny či parní výrony. Využívá se ve formě tepelné energie (pro vytápění nebo i chlazení), či pro výrobu elektrické energie v geotermálních elektrárnách. Řadí se mezi obnovitelné zdroje energie, ale některé zdroje geotermální energie se mohou vyčerpat v horizontu desítek let, protože rychlost proudění tepla je menší, než rychlost jeho odčerpávání.

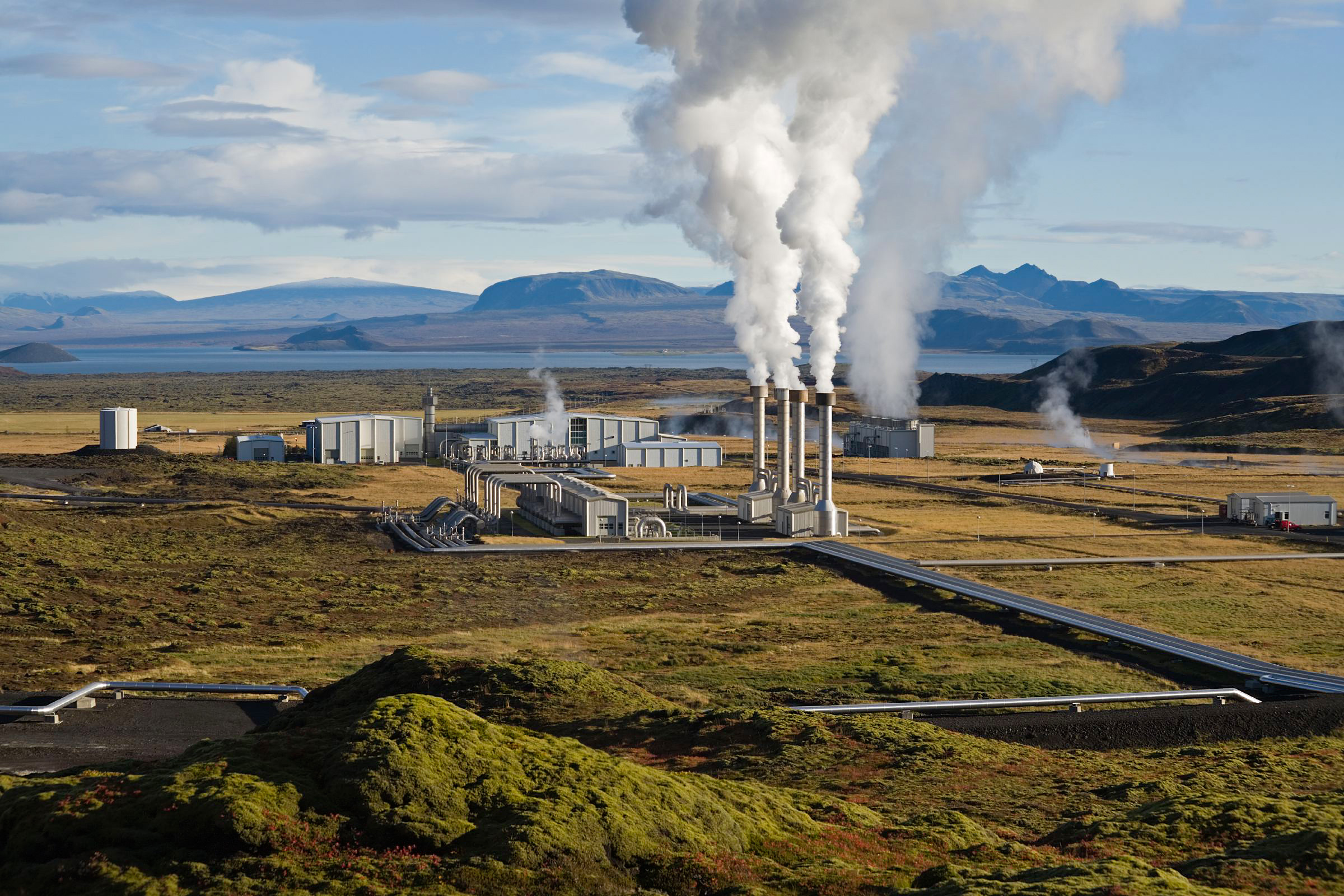
Geotermální elektrárna na Islandu

Nízkoteplotní geotermální energie označuje použití vnější kůry Země jako tepelné baterie k uskladnění obnovitelné tepelné energie pro vytápění a chlazení budov a pro další chladicí a průmyslové použití. V této formě geotermální energie se geotermální tepelné čerpadlo a zemní výměník tepla používají k uskladnění tepelné energie do Země (pro chlazení) a ze Země (pro vytápění) – podle ročního období. Nízkoteplotní geotermální energie je stále důležitější obnovitelnou technologií, protože jednak snižuje celkovou roční energetickou zátěž spojenou s vytápěním a chlazením, jednak vyrovnává křivku elektrické poptávky a eliminuje extrémní letní a zimní špičkové požadavky na dodávku elektřiny. Na konci roku 2019 byla celosvětová kapacita geotermální energie 14 GW.

### Bioenergie

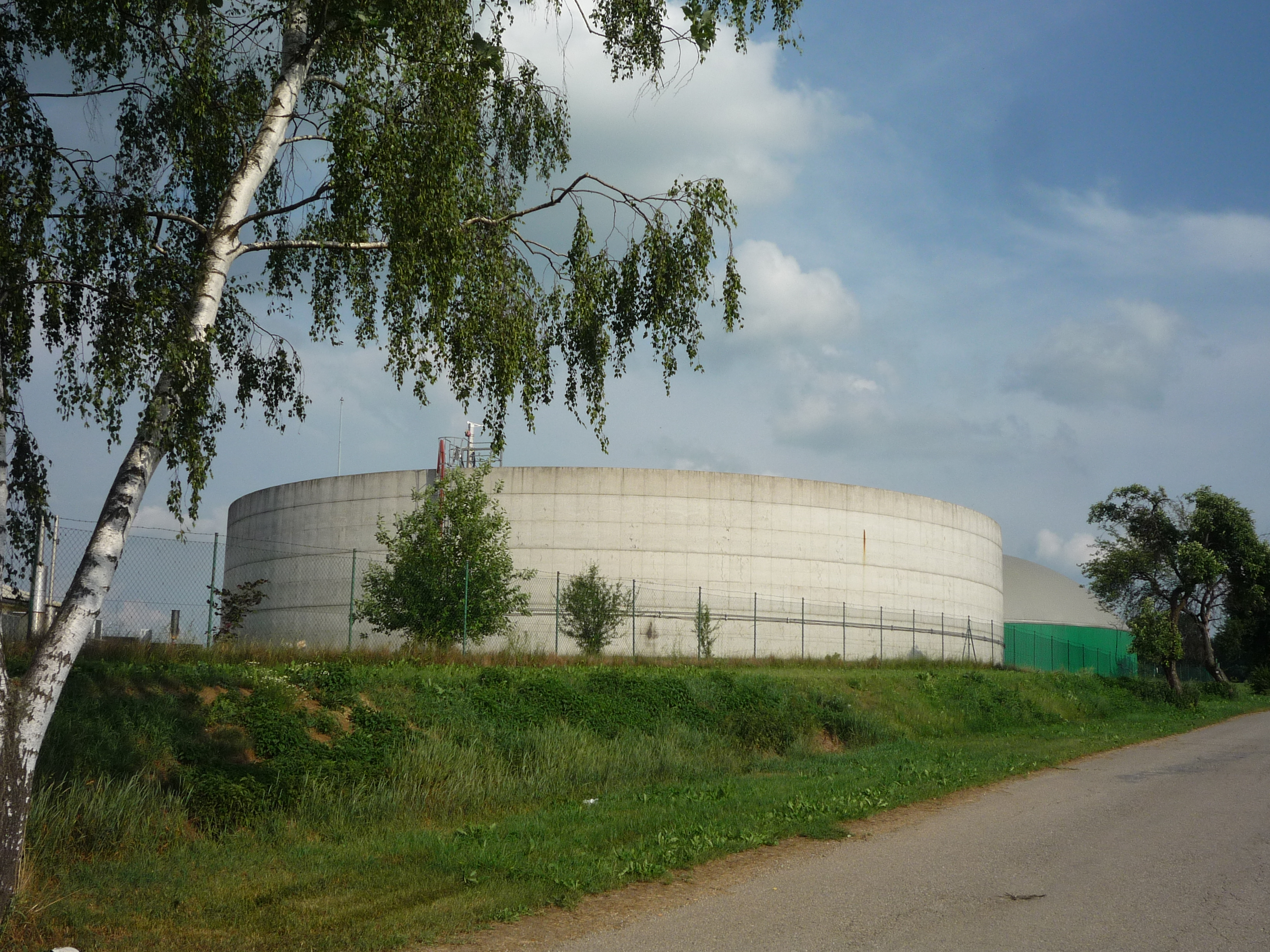
Bioplynová stanice Poděbrady

Biomasa je biologický materiál pocházející ze živých nebo nedávno živých organismů. Nejčastěji se jedná o rostliny nebo materiály pocházející z rostlin, které se nazývají lignocelulózová biomasa. Jako zdroj energie může být biomasa použita buď přímo spalováním k výrobě tepla, nebo nepřímo po její přeměně na různé formy biopaliva. Konverze biomasy na biopalivo může být dosažena různými metodami, které se dělí na termální, chemické a biochemické. Největším zdrojem energie z biomasy zůstává dřevo. Dřevní biomasa může být tvořena zbytky lesů – jako jsou uschlé stromy, větve a pařezy, odřezky ze zpracování dřeva, dřevní štěpka a piliny. Nedřevní biomasa zahrnuje veškerou rostlinnou nebo živočišnou hmotu, kterou lze přeměnit na vlákna nebo jiné průmyslové látky, včetně biopaliv. Průmyslová biomasa lze získat pěstováním z mnoha druhů rostlin, včetně trávy ozdobnice, prosa, konopí, kukuřice, topolu, vrby, čiroku, cukrové třtiny, bambusu a různých druhů stromů, od eukalyptu po olejné palmy.
Biomasu lze přeměnit na jiné využitelné formy energie, jako je plynný methan nebo paliva pro dopravu, jako jsou ethanol a bionafta. Při rozkladu odpadků, zemědělského odpadu a lidských exkrementů vzniká plynný methan – nazývaný také skládkový plyn nebo bioplyn. Plodiny, jako jsou kukuřice a cukrová třtina, lze fermentovat za vzniku ethanolu. Bionaftu, další palivo pro dopravu, lze vyrábět také ze zbytků potravinářských produktů, jako jsou rostlinné oleje a živočišné tuky. Nadále jsou zkoumány možnosti zkapalňování biomasy a celulosového ethanolu. Na konci roku 2019 byla celosvětová kapacita bioenergie 124 GW.

## Nové technologie
Existují také další technologie OZE, které jsou ve vývoji, včetně celulózového etanolu, geotermální energie z horkých a suchých hornin a energie z mořských zdrojů. Tyto technologie zatím nejsou široce využívány nebo mají omezenou komerční využitelnost. Některé z nich mohou mít potenciál srovnatelný s jinými technologiemi obnovitelné energie.
Většina výzkumu je zaměřena na zlepšení účinnosti a zvýšení celkových energetických výnosů. V posledních letech se na obnovitelné zdroje energie zaměřilo více výzkumných organizací podporovaných vládou. Dvě nejvýznamnější z nich jsou Sandia National Laboratories a National Renewable Energy Laboratory (NREL), které jsou financovány Ministerstvem energetiky Spojených států a podporovány různými firemními partnery.

## Využití obnovitelných zdrojů
V roce 2006 pocházelo asi 18 % celosvětově vyprodukované energie ze zdrojů, označovaných jako obnovitelné. Většina z toho (13 % celkové spotřeby) pochází z tradiční biomasy (především pálení dřeva). Vodní energie, poskytující 3 % celkové spotřeby primární energie, byla druhý největší obnovitelný zdroj. Moderní technologie, využívající geotermální energii, větrnou energii, sluneční energii a energii přílivu dohromady poskytovaly asi 0,8 % z celkové výroby.
V březnu roku 2007 se představitelé Evropské unie dohodli, že v roce 2020 má být 20 % energie členských států vyráběno z obnovitelných zdrojů, aby se omezily emise oxidu uhličitého, který je považován za původce globálního oteplování. Investování do obnovitelné energie si vyžádalo náklady ve výši z 80 miliard amerických dolarů v roce 2005[zdroj?] a v následujícím roce náklady ve výši 100 miliard amerických dolarů.[zdroj?]
Německo v roce 2018 pokrylo 38,2% a v roce 2019 již 42,6% své hrubé spotřeby elektřiny z obnovitelných zdrojů. Za použití elektřiny z obnovitelných zdrojů se vyrábí tzv. zelený vodík. V roce 2020 poprvé překonal objem vytvořené elektrické energie v EU z obnovitelných zdrojů energie z fosilních paliv. Z obnovitelných zdrojů pocházelo 38 % elektřiny.

## Možné konflikty a negativa
Celosvětově si rozvoj obnovitelných zdrojů může vyžádat zvýšenou spotřebu některých kovů o 5 až 18 % ročně po dobu následujících 40 let. Geotermální zdroje a vodní nádrže mohou způsobovat zemětřesení. Přehradní nádrže mohou být zdrojem skleníkových plynů, především metanu, jejich skutečná úloha ale zatím není dostatečně objasněna. Výstavba obnovitelných zdrojů energie může být v některých případech zdrojem sociálních i environmentálních konfliktů, což je dokumentováno především v případě výstavby nových přehrad.
Výstavbě OZE se veřejnost často brání pomocí místních referend. Od roku 2022 tak nařízení EU stanovilo, že výstavba OZE je převažující veřejný zájem (například nad estetičností krajiny) a platí vyvratitelná domněnka při povolování jejich výstavby (důkazní břemeno je na odpůrcích OZE).
Kritické materiály k výrobě OZE jsou v Číně. Zejména v posledních letech (přibližně od roku 2023) se objevuje fenomén, kdy je okamžitá výroba z OZE tak vysoká, že cena elektřiny se na burze se dostane do záporných cen.

## Obnovitelná energie v Česku

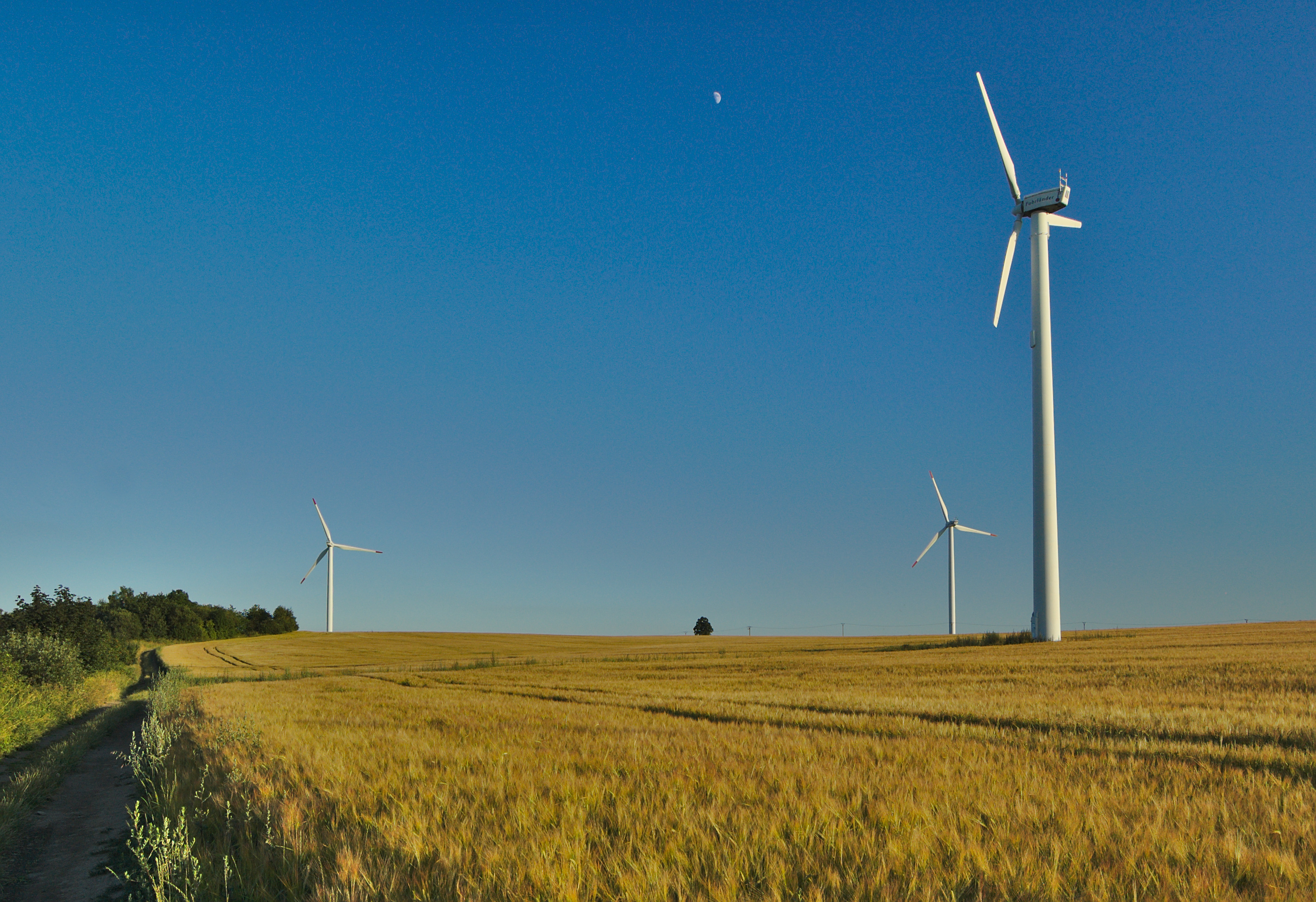
Větrné elektrárny v Česku

Obnovitelné zdroje energie jsou podporovány různými dotacemi nebo zvýhodněnými výkupními cenami energie. V České republice je elektřina z obnovitelných zdrojů podporována garantovanými výhodnými výkupními cenami nebo formou tzv. zelených bonusů. Z těchto dvou variant může každý vlastník elektrárny, která využívá obnovitelné zdroje energie, volit. V letech 2005–2011 činila podpora obnovitelných zdrojů energie 54,4 mld. Kč, kombinovaná výroba elektřiny a tepla 4,2 mld. Kč a druhotné zdroje energie 0,6 mld. Kč (celkem tedy téměř 60 miliard korun).
Nepřímá podpora fosilních zdrojů činila za totéž období 76,3 miliardy korun (uhlí 55,3 mld. Kč, ropa 14,2 mld. Kč, zemní plyn 6,8 mld. Kč). Z toho přibližně polovina sloužila k likvidaci ekologických zátěží, vzniklých před rokem 1994.
Podíl obnovitelných zdrojů na celkové výrobě elektřiny činil v České republice v roce 2024 podíl obnovitelných zdrojů 17–18 %.[zdroj?] Tato hodnota je stále pod průměrem Evropské unie, který dosahuje přibližně 37 %.[zdroj?] Mezi hlavní obnovitelné zdroje energie v ČR patří biomasa, solární energie a vodní elektrárny. Rozvoj solárních panelů zaznamenal v posledních letech výrazný pokrok, mj. kvůli dotačním programům, jako je Nová zelená úsporám.
Mezi obnovitelnými zdroji Skupiny ČEZ mají největší podíl na výrobě elektřiny vodní elektrárny. Instalovaný výkon vodních elektráren Skupiny ČEZ činil koncem roku 2018 v České republice 1 961,1 MW.
| Obnovitelný zdroje energie   | Instalovaný výkon / spotřeba paliva v r. 2017                                |
| ---------------------------- | ---------------------------------------------------------------------------- |
| Vodní elektrárny             | 1 092,7 MWe                                                                  |
| Větrné elektrárny            | 308,2 MWe                                                                    |
| Fotovoltaické elektrárny     | 2 069,5 MWe                                                                  |
| Solární termální systémy     | 592 tis. m3 instalované plochy                                               |
| Biomasa (mimo domácnosti)    | 4,5 mil. tun                                                                 |
| Biomasa (domácnosti)         | 10,1 mil. prmr (prostorový metr rovnaný) dřeva + 210 tis. tun briket a pelet |
| Tuhé komunální odpady (BRKO) | 410 tis. tun                                                                 |
| Bioplyn                      | 1 325 mil. m3                                                                |
| Kapalná biopaliva            | 393 tis. tun                                                                 |
| Bioethanol a bio-ETBE        | 170 tis. tun                                                                 |
| FAME                         | 276 tis. tun                                                                 |
| Tepelná čerpadla             | 5 PJ využité tepelné energie prostředí                                       |

### Závazky ČR
Česká republika se v přístupové dohodě z Atén z března 2003 zavázala, že do roku 2010 bude podíl elektrické energie vyrobené z alternativních zdrojů činit 8 % z celkové produkce. U primárních zdrojů energie se očekávalo, že tento podíl dosáhne 6 %.
Do roku 2030 má Česká republika v plánu zvýšit podíl obnovitelných zdrojů na 30 % celkové spotřeby energie. Tohoto cíle se má dosáhnout především rozvojem solární a větrné energetiky, přičemž plán zahrnuje i postupné ukončení využívání uhlí do roku 2033. Český cíl je však nižší než evropská směrnice, která pro rok 2030 stanovuje podíl obnovitelných zdrojů na úrovni 42,5 %.